# Křemenná
Křemenná (německy Steinschicht, 1085 m n. m.) je protáhlá hora na Šumavě tyčící se 5 km jihovýchodně od Volar. Na ostrém hřebeni mezi Křemennou a Mechovým vrchem jsou četné skalní výchozy, rozptýlené sutě a suťové proudy. V níže položených partiích jsou svahy pokryty loukami a pastvinami, které vystupují až do 850 m n. m., výše položené části jsou zalesněné.

## Přístup
Nejkratší cesta vede od silnice č. 39 mezi Volary a Želnavou. Z ní odbočuje na východ neznačená silnička k vysílači pod Mechovým vrchem. Za vysílačem začíná nezřetelná pěšina na Mechový vrch. Dále pokračuje úzký, skalnatý a zarostlý hřeben až do sedla s Křemennou. Od sedla pokračuje široká lesní cesta směrem k vrcholu. Samotný vrchol je ukrytý ve vzrostlém lese a zakončený pěknou skálou.
Cesta k vysílači měří 1,5 km s převýšením 160 metrů a utíká velmi rychle. Pěšina a volný terén mezi vysílačem a vrcholem je podobně dlouhá a převýšení je dokonce o něco nižší, ale kvůli neschůdnému terénu zabere několikrát více času. Celkem tato trasa měří 3,5 km s převýšením 300 metrů.
Druhou možností je delší ale pohodlnější výstup po žluté značce mezi Dolním Sněžnou a Pěknou. Od rozcestí u bývalé obce Horní Sněžná stoupá cesta po východním svahu Křemenné. Od nejvyššího bodu této cesty je vrchol vzdálený 300 metrů jihozápadně, převýšení činí 60 metrů a průměrný sklon je 20 %.

## Prameniště Blanice
Na severo-severovýchodním svahu pramení Černý potok, jeden z přítoků řeky Blanice. Prameniště a přilehlé okolí o výměře 221 hektarů je chráněno jako národní přírodní památka Prameniště Blanice. Důvodem ochrany je biotop a populace kriticky ohroženého druhu perlorodky říční, zejména raná vývojová stadia na prameništích Blanice s mokřinami a prameništní vegetací a s rozsáhlou hydrografickou sítí mělkých pramenných stružek. Na ni dále navazuje níže (a severněji) položená národní přírodní památka Blanice.